# Fernando Medrano
Fernando Medrano Gastañaga (Madrid, 26 de marzo del 2000) es un futbolista español. Juega como defensa y su equipo es el C. D. Mirandés de la Segunda División de España.

## Trayectoria
Canterano desde sus comienzos en el fútbol del Atlético de Madrid, en el año 2019 consiguió ascender al filial colchonero, donde llegó a ser capitán y hacer pretemporadas con el primer equipo. Además, el 4 de marzo de 2020 se oficializó su renovación hasta 2023.
Sin embargo, en la campaña 20-21 el equipo descendió a la Tercera RFEF y con ello, Fernando abandonó el club para fichar por el Celta de Vigo "B", que se encontraba dos categorías por encima, haciéndose oficial su incorporación el 5 de agosto de 2021. Recibió su primera convocatoria con el primer equipo celeste en la Primera División de España aún antes de debutar con el filial, cuando fue llamado el 22 de agosto de 2021 para el partido frente al C. A. Osasuna del día siguiente. Debutó con el primer equipo el 22 de abril de 2023 al entrar como suplente en la segunda mitad de una derrota por 0-2 frente al Real Madrid en la Primera División.
El 3 de julio de 2023 firmó por el C. D. Tenerife para competir en la Segunda División. En dos años disputó cerca de cincuenta partidos en la categoría y en julio de 2025 se unió al C. D. Mirandés.

## Clubes
Actualizado al último partido disputado el 1 de junio de 2025.
| Club                        | País   | Año       | Parts. | Goles |
| --------------------------- | ------ | --------- | ------ | ----- |
| Club Atlético de Madrid "B" | España | 2019-2021 | 35     | 2     |
| Real Club Celta de Vigo "B" | España | 2021-2023 | 64     | 0     |
| Real Club Celta de Vigo     | España | 2023      | 1      | 0     |
| C. D. Tenerife              | España | 2023-2025 | 41     | 0     |
| C. D. Mirandés              | España | 2025-     |        |       |